# کوئنتین برنارد
کوئنتین برنارد (انگلیسی: Quentin Bernard؛ زادهٔ ۷ ژوئیهٔ ۱۹۸۹) بازیکن فوتبال اهل فرانسه است.
از باشگاه‌هایی که در آن بازی کرده‌است می‌توان به باشگاه فوتبال دیژون اشاره کرد.